# St. Martin (Niedermurach)

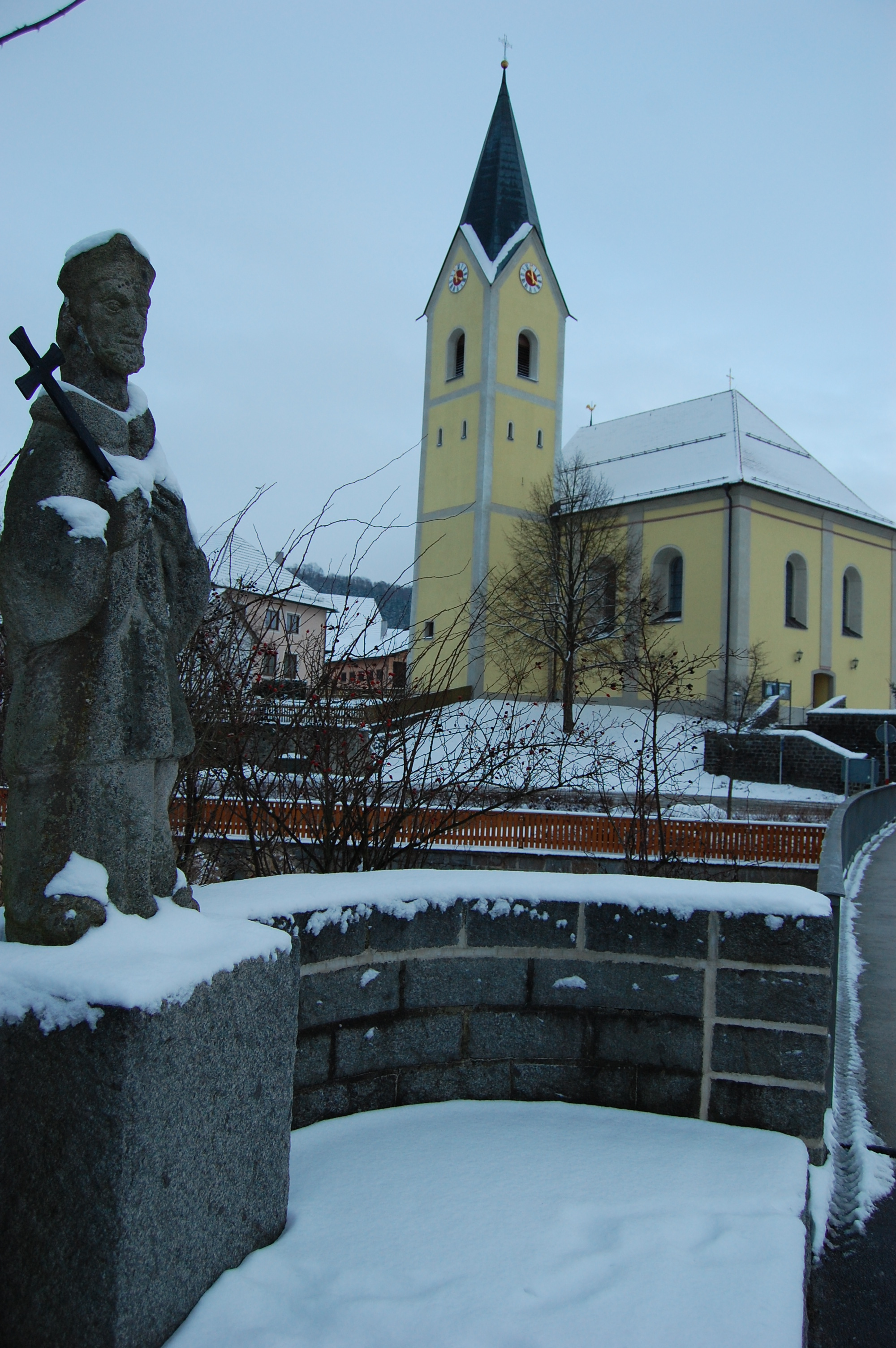
St. Martin (Niedermurach)

Die römisch-katholische, denkmalgeschützte Pfarrkirche St. Martin steht in Niedermurach, einer Gemeinde im Landkreis Schwandorf der Oberpfalz. Sie ist dem Bistum Regensburg zugeordnet. Das Bauwerk ist unter der Denkmalnummer D-3-76-148-6 als Baudenkmal in die Bayerische Denkmalliste eingetragen.

## Beschreibung
Die Saalkirche wurde 1762 unter Beibehaltung der gotischen Umfassungsmauern des eingezogenen Chors mit Fünfachtelschluss im Osten des Langhauses sowie des Kirchturms an seiner Nordseite errichtet. Der Kirchturm wurde 1865/66 mit einem Geschoss aufgestockt, das die Turmuhr und den Glockenstuhl beherbergt, und mit einem spitzen Helm bedeckt. 
Der Innenraum des Langhauses mit drei Achsen ist mit einem Stichkappengewölbe überspannt, das auf Wandpfeilern ruht. Die Deckenmalereien hat 1762 Franz Lidtmann geschaffen. Auf ihnen wird die Verherrlichung des heiligen Martin dargestellt, umgeben von den vier lateinischen Kirchenvätern. 
Die Kirchenausstattung entstand einheitlich in der Zeit des Rokoko. Der heilige Martin ist auch auf dem Altarretabel des Hochaltars zu sehen, der von Statuen des Josef von Nazaret und des Johannes Nepomuk flankiert wird. Im Altarauszug ist die Trinität dargestellt.
Die um 1850 von Friedrich Specht gebaute Orgel wurde durch ein Elektronium ersetzt.